# Залог (лингвистика)
Зало́г — глагольная категория, которая выражает отношение действия к субъекту (производителю действия) и объекту действия (предмету, над которым действие производится) с основными именными частями предложения — подлежащим и прямым дополнением (т. н. диатезу).

## Основные сведения
Обычно выделяют два основных залога. Прямой залог выражает прямую диатезу — то есть объект является дополнением, а субъект — подлежащим. Косвенный же (или производный) залог (точнее группа залогов) отражает грамматически в предложении какую-либо иную схему диатезы. Основные функции косвенных залогов:
- «развёртывание» ситуации — объект становится подлежащим, а субъект — дополнением;
- акцентирование внимания на одном из участников ситуации в ущерб другому.

Грамматически залоги могут выражаться аффиксами, внутренней флексией, служебными словами.

## Основные типы залогов
- Актив (действительный залог) — прямой залог в номинативных языках.
- Пассив (страдательный залог) — показывает претерпевание объектом какого-либо действия («храм воздвигнут»). Он также может обозначать и результат такого действия («Письмо написано мной»). В некоторых языках (в филиппинском, японском и др.) процессу пассивизации может подвергаться не только прямое дополнение, но и, к примеру, косвенный объект или обстоятельство. Пассив является самым важным косвенным залогом номинативных языков (русский, английский, латинский, древнегреческий и многие другие).
- Рефлексив (возвратный залог) — отображает тождество между объектом и субъектом (аналог в русском: «Он одевается»).
- Реципрок (взаимный залог) — отображает симметричное отношение между участниками сложного процесса. В этом случае участники попеременно выступают объектами и субъектами какого-либо действия (аналогичные ситуации выражаются русскими глаголами «встречаться», «обниматься» и пр.).
- Медий (средний залог) — обозначает действие, сосредоточенное на субъекте, в то время как объект этого действия не важен. (Аналогом в русском могут служить конструкции с глаголами «ругаться», «кусаться» и пр.). Этот залог есть в древнегреческом языке.
- Антипассив — важнейший косвенный залог в эргативных языках, являющийся «зеркальным» аналогом пассива. Показывает самодостаточное действие субъекта или состояние, наступившее в результате такого действия (в русском языке этому соответствуют конструкции типа: он упился квасом, он наелся пирогами и т. д.).
- Эргативный (эргативная конструкция) — прямой залог в эргативных языках, являющийся зеркальным аналогом актива.
- Социатив (или кооператив, или совместный залог) — выражает отношение кооперации между субъектами, совершающими какое-то действие (в русском: «Они сотрудничают»). Встречается в монгольском языке.
- Имперсонал (или безличный залог) — показывает, что позиция подлежащего не занята. Отсутствие в позиции подлежащего субъекта действия позволяет сблизить имперсонал с пассивом.
- Каузатив (причинительный, понудительный залог) — указывает, что действие, инициируемое субъектом, фактически совершается другим (побочным) участником. Встречается в тюркских, английском языках[2].

В разных языках число залогов различно; в некоторых они отсутствуют вовсе. В русском языке лингвистами выделяется от двух до четырёх залогов.